# De vloek van Hessen

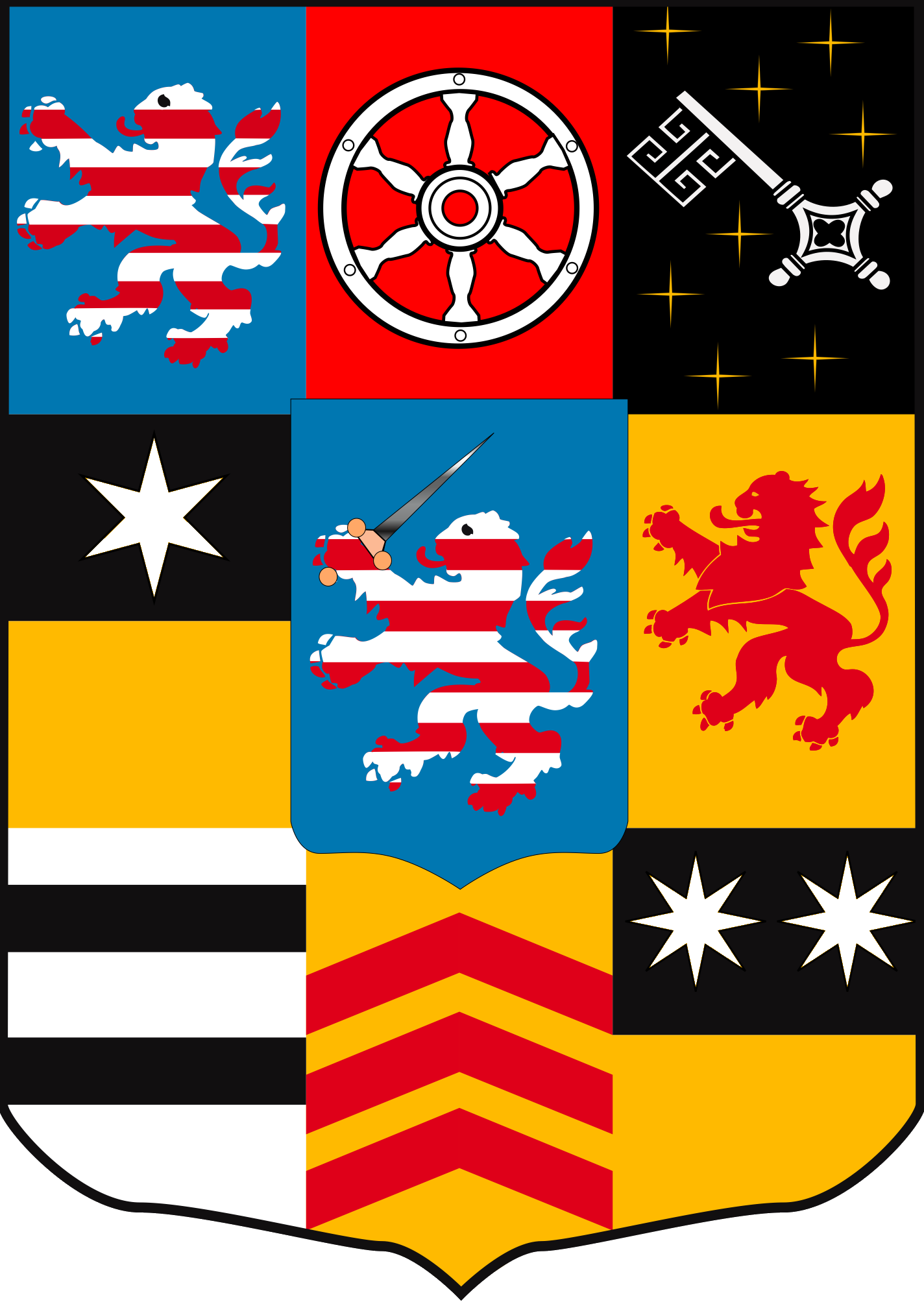
Wapen van Hessen en aan de Rijn

Met de Vloek van Hessen wordt de opeenvolging van noodlottige gebeurtenissen bedoeld, waardoor het groothertogelijk Huis van Hessen en aan de Rijn werd getroffen vanaf 1873.
In dat jaar werd bij de driejarige Frederik van Hessen-Darmstadt, een kleinzoon van Koningin Victoria de ziekte hemofilie - die zich onder tal van nazaten van de Britse vorstin had verspreid -  vastgesteld. Niet veel later viel hij, tijdens een spel met zijn broer Ernst Lodewijk uit een raam en overleed aan een intracerebraal hematoom. 
In 1878 overleden binnen korte tijd Frederiks jongere zusje Marie en hun moeder Alice, een dochter van koningin Victoria, aan de gevolgen van difterie. Dit alles tot het grootst denkbare verdriet van koningin Victoria, voor wie het feit dat haar dochter was overleden op dezelfde dag als zeventien jaar daarvoor haar echtgenoot Albert (14 december) nog een grotere lading gaf aan de gebeurtenissen.
Twee dochters van Alice trouwden vervolgens met Russische grootvorsten. Elisabeth trouwde met Sergej Aleksandrovitsj van Rusland, terwijl haar zuster Alexandra huwde met tsaar Nicolaas II. Beiden werden het slachtoffer van de Russische Revolutie. 
Ernst Lodewijk, die na de ongelukkige dood van zijn broertje de enige zoon van het gezin was, trouwde op aandrang van koningin Victoria met zijn nicht Victoria Melita van Saksen-Coburg en Gotha. Zij kregen één dochtertje, Elisabeth. Het paar scheidde na de dood van koningin Victoria en Elisabeth woonde een deel van de tijd in Darmstadt bij haar vader en in Coburg bij haar moeder. Elisabeth overleed in 1903 op achtjarige leeftijd aan de gevolgen van buiktyfus. 
Ernst Lodewijk hertrouwde later met Eleonore van Solms-Hohensolms-Lich. Met haar kreeg hij twee zoons: George Donatus en Lodewijk. Ernst Lodewijk overleed in oktober 1937. Nauwelijks een maand later reisden zijn weduwe met haar zoon George Donatus, diens vrouw Cecilia van Griekenland en Denemarken en hun twee zoontjes Lodewijk Ernst en Alexander George naar Londen om daar het huwelijk bij te wonen van Lodewijk met Margareth Geddes. Het toestel waarmee zij reisden verongelukte nabij Oostende, waarbij alle inzittenden om het leven kwamen.
Zijn jongere broer adopteerde het overlevende dochtertje van Ernst Lodewijk, dat evenwel twee jaar later overleed aan de gevolgen van een hersenvliesontsteking.